# Romina Ricci
Romina Ricci (Buenos Aires, 15 de octubre de 1978) es una actriz, directora de cine y guionista argentina.

## Biografía
Nació en el barrio porteño de Flores, siendo la menor de cuatro hermanos. Apenas empezó el secundario (Colegio Rawson, Caballito) se anotó en un curso de teatro.
Es conocida por ser una gran actriz. Tiene tres hijas: Valentina, hija del director de cine Máximo Gutiérrez, Margarita, hija del músico Fito Páez, y Bethania, hija del DJ y productor de música brasileño Walter Abud.

## Carrera
Comienza como actriz infantil a los 12 años junto a Juan Carlos Mesa y Gianni Lunadei en la comedia televisiva de Telefé El gordo y el Flaco (1991). Participa de las comedias juveniles Aprender a volar y Amigovios, y el mayor éxito televisivo de la década de los 90's Grande Pa! Formará parte del elenco de las teleseries La nena (1996)  y Naranja y media (1997). Entre 1998 y 2000 interpreta a Connie en la teleserie juvenil Verano del 98.
En el año 2003 integra el elenco de telenovela Resistiré, protagonizada por Pablo Echarri y Celeste Cid. Se destaca también su actuación en las teleseries El deseo (2004), Doble vida (2005). Protagoniza 5 episodios del unitario Mujeres asesinas entre 2005 y 2008. 
En 2008 integró el elenco de la telenovela Vidas robadas, protagonizada por Facundo Arana, Soledad Silveyra y Mónica Antonópulos. Le siguieron participaciones en Trátame bien, Herederos de una venganza, Historias de la primera vez e Historias de diván (2013). Vuelve a la televisión como coprotagonista de la miniserie Perfidia, y en 2013 forma parte de la serie Farsantes, en El Trece.

## Teatro
| Año       | Obra                                                                                             |
| --------- | ------------------------------------------------------------------------------------------------ |
| 1996      | Buenos días mamá                                                                                 |
| 1997      | Ángeles, diablos y duendes                                                                       |
| 1997      | Juegos teatrales                                                                                 |
| 2001      | La señorita Elsa                                                                                 |
| 2007      | Dos cirujas, de Daniel Guebel                                                                    |
| 2009      | Nena, no robarás, de Maruja Bustamante                                                           |
| 2010      | El anatomista de Andahazi                                                                        |
| 2017      | La hora de la calabaza, de Ester Feldman                                                         |
| 2017      | Rabia Roja: Letraviva de Salvadora Medina Onrubia, de Maruja Bustamante                          |
| 2018      | La conducta de los pájaros de Norman Briski y Vicente Muleiro No tan Hamlet de Candelaria Sabahj |
| 2018-2019 | Brujas                                                                                           |
| 2024      | Porteñas                                                                                         |

## Filmografía
| Año  | Película                    | Personaje         | Director            |
| 2001 | Pescado crudo               | Romina            | Milagros Roque Pitt |
| 2002 | Valentín                    | Carolina          | Alejandro Agresti   |
| 2003 | Hoy y mañana                | Claudia           | Alejandro Chomski   |
| 2007 | El resultado del amor       | Malena            | Eliseo Subiela      |
| 2007 | ¿De quién es el portaligas? | Romi              | Fito Páez           |
| 2010 | Paco                        | Yamila            | Diego Rafecas       |
| 2010 | Antes                       | Lorena            | Daniel Gimelberg    |
| 2012 | Rehén de ilusiones          | Laura             | Eliseo Subiela      |
| 2012 | Caíto                       | Sandra            | Guillermo Pfening   |
| 2013 | Amor, etc...                | Julia             | Gladyz Lizarazu     |
| 2013 | No somos animales           | Rosa "Rosita"     | Alejandro Agresti   |
| 2013 | El esquema de Ponzi         | Julieta           | Juan Pablo Laplace  |
| 2016 | Mecánica popular            | Silvia            | Alejandro Agresti   |
| 2017 | La soñada                   | Victoria          | Alejo Domínguez     |
| 2018 | El padre de mis hijos       | Laura             | Martín Desalvo      |
| 2018 | El infierno de Lucy         | Olga              | Daniel Warner       |
| 2020 | El cuaderno de Tomy         | Leticia           | Carlos Sorín        |
| 2021 | La sangre roja              | Verónica          | Ana Barreto         |
| 2021 | Las chinas                  | Teresa "Hoki"     | Romina Ricci        |
| 2021 | Amor bandido                | Luciana Santander | Daniel Warner       |
| 2022 | El espejo de los malditos   | Leticia           | Ana Katz            |
| 2022 | Paraíso fácil               | Erica             | Daniela Maldonado   |

## Televisión

### Telenovelas
| Año         | Título                        | Personaje                  | Canal      |
| ----------- | ----------------------------- | -------------------------- | ---------- |
| 1991        | Grande pá!                    | Belén                      | Telefe     |
| 1991        | El gordo y el flaco           | Romina                     | Telefe     |
| 1991        | Los Libonatti                 | Victoria "Vicky" Libonatti | Canal 9    |
| 1994        | Aprender a volar              | Paola                      | Canal 13   |
| 1994        | Con alma de tango             | Sofía                      | Canal 9    |
| 1995        | La hermana mayor              | Camila Nievas              | Canal 9    |
| 1995        | Amigovios                     | María                      | Canal 13   |
| 1996        | La Nena                       | Romina                     | Canal 9    |
| 1997        | Son o se hacen                | Carolina                   | Canal 9    |
| 1997        | Naranja y media               | Romina Vázquez             | Telefe     |
| 1998 - 2000 | Verano del '98                | Connie / Marilyn Vázquez   | Telefe     |
| 2002        | Franco Buenaventura, el profe | Yamila                     | Telefe     |
| 2003        | Resistiré                     | Rosario Moreno             | Telefe     |
| 2004        | El deseo                      | Sabrina                    | Telefe     |
| 2005        | Doble vida                    | Violeta                    | América TV |
| 2008        | Vidas robadas                 | Inés Amaya                 | Telefe     |
| 2011        | Herederos de una venganza     | Eva Ochoa                  | El Trece   |
| 2013        | Farsantes                     | Nancy Pombo de Graziani    | El Trece   |

### Series y/o unitarios
| Año  | Título                        | Personaje              | Notas                                   | Canal       |
| ---- | ----------------------------- | ---------------------- | --------------------------------------- | ----------- |
| 2005 | Mujeres asesinas              | Carmen                 | Epi. 21: "Carmen, hija"                 | Canal 13    |
| 2006 | Mujeres asesinas 2            | Cecilia                | Epi. 16: "Cecilia, hermana"             | Canal 13    |
| 2006 | Mujeres asesinas 2            | Andrea                 | Epi. 19: "Andrea, bailantera"           | Canal 13    |
| 2006 | Al límite                     | Pía                    | Epi. 13: "El calvario"                  | Telefe      |
| 2007 | Mujeres asesinas 3            | Sandra                 | Epi. 6: "Claudia, herida"               | Canal 13    |
| 2008 | Mujeres asesinas 4            | Dolores                | Epi. 1: "Dolores, poseída"              | Canal 13    |
| 2008 | Variaciones                   | Mariana                | Epi. 6: "Estrella"                      | TV Pública  |
| 2011 | Historias de la primera vez   | Elena                  | Epi. 12: "La primera vez embarazados"   | América TV  |
| 2012 | Perfidia                      | Julieta Mitre          | Coprotagonista                          | TV Pública  |
| 2013 | Historias de diván            | Debora                 | Epi. 25: "Juegos de seducción"          | Telefe      |
| 2015 | Conflictos modernos           | María                  | Epi. 5: "María y María"                 | Canal 9     |
| 2016 | La última hora                | Sonia Lalina           | Coprotagonista                          | TV Pública  |
| 2016 | La pulsera                    | Mariana Lynch          | Protagonista                            | HBO         |
| 2018 | Pasado de copas: Dunk History | Julieta Lanteri        | Epi. 4: "La historia del voto femenino" | Telefe      |
| 2019 | Tu parte del trato            | Irma                   | Participación                           | El Trece    |
| 2021 | Maradona, sueño bendito       | Mónica Bang            | Participación                           | Prime Video |
| 2021 | Abejas, el arte del engaño    | Rosario "Charo" Blanco | Epi. 8: "El halcón de oro"              | Flow        |
| 2022 | Dos 20                        | Jimena                 | Epi. 3: "Principio de placer"           | TV Pública  |
| 2024 | Felices los 6                 | Carla                  | Epi. 5: "Celos, arriésgate y conócelos" | Max         |

### Realities show
| Año  | Programa               | Rol          | Notas         | Canal    |
| ---- | ---------------------- | ------------ | ------------- | -------- |
| 2021 | Showmatch: La Academia | Participante | 5.ª Eliminada | El Trece |

## Premios
Nominaciones
- Premio Cóndor de Plata: Mejor Revelación Femenina (¿De quién es el portaligas?
- Premio Carlos: Mejor actriz femenina (Brujas)